# Eufrates (filósofo)
Eufrates (en griego Εὐφράτης [ewˈphrátɛːs]) fue un importante filósofo y moralista del siglo I de la escuela estoica.

## Vida
Pocas son las referencias que tenemos sobre su vida. Los testimonios que hablan sobre el lugar de origen de este filósofo son confusos. Filostrato dice que era de Tiro Mientras que Estéfano dice que era de Epifanía, en Siria. Eunapio lo considera egipcio. Vivió entre el 35 y el 118 DC.
La mayor parte de los datos proceden del epistológrafo Plinio el Joven, en una carta que manda a su amigo Átio Clemente, en la que le aconseja escuchar a Eufrates. Gracias a esta carta, sabemos que Plinio conoció a Eufrates estando en Siria en el servicio militar. 
Tuvo tres hijos, dos varones y una mujer, a los que procuró educar de la mejor manera.
En la descripción que hace Plinio, lo retrata como un hombre alto y barbudo, además de ser dulce y respetuoso con la gente.
Era muy conocido por ser muy buen orador y consejero. El propio Plinio fue aconsejado por Eufrates, como señala en las cartas.
Fue discípulo del filósofo Musonio Rufo, también estoico, aunque también se vio influenciado por la filosofía cínica. Estudió en su tierra y en Roma más tarde, hasta que fue expulsado en el 93 por orden de Domiciano. Volvió después, en el reinado de Nerva. Murió en el 119, anciano y cansado de la vida, cuando obtuvo el permiso del emperador Adriano para suicidarse.

## Pensamiento
Su pensamiento está ligado al estoicismo que impartía Musonio Rufo, en la línea de otros filósofos estoicos como Rústico o Epicteto, quien ya contaban con cierta influencia cínica. Para Eufrates, lo correcto es corregir a los hombres que se equivocan, pensamiento también desarrollado por Marco Aurelio.
Epicteto lo nombra algunas veces en sus escritos, lo mismo que Plinio, por su sabiduría y buena oratoria.